# Sakrosankt
Sakrosankt (vom lateinischen Adjektiv sacrosanctus, einem Kompositum aus sacer und sanctus, deutsch „unverletzlich, hochheilig“) bezeichnet in der Zeit der römischen Republik und des Prinzipats die Unverletzlichkeit einer Person, die durch einen Eid gesichert werden sollte.

## Entstehung und Entwicklung
Ursprünglich waren nur die Volkstribune sakrosankt. Sie wurden durch einen Eid geschützt, mit dem sich die Plebejer verpflichteten, einen Angriff zu ahnden. Die Maßnahme richtete sich zunächst gegen die Patrizier. Wer einen Volkstribunen körperlich angriff, konnte getötet werden, ohne dass der Tötende Rache befürchten musste. In späterer Zeit konnte ein Angreifer als Hochverräter hingerichtet werden. Praktisch hing die Bedeutung dieses Unverletzlichkeitsprinzips jedoch davon ab, ob die Plebs ihren Eid erfüllte.
Seit der mittleren Republik entwickelte sich dieses Prinzip zur Legitimationsgrundlage bestimmter politischer Maßnahmen. Als Folge des Ausgleichs am Ende der Ständekämpfe und der Anerkennung des Amtes durch die Patrizier verloren Schutzfunktion und Verpflichtung zur Rache in der Praxis an Bedeutung. Die Unverletzlichkeit konnte nun als defensives (zum Beispiel durch das Einspruchsrecht) oder aber auch als offensives Mittel (zum Beispiel als physisches Mittel, Widerstand zu brechen) eingesetzt werden. Die radikale Auslegung durch den Tribunen Publius Popillius Laenas, der auf Veranlassung des Marius im Jahre 86 v. Chr. die Kapitalstrafe des Sturzes vom Tarpejischen Felsen am Tribunen des Vorjahrs, Sextus Lucilius, vollziehen ließ, blieb eine Ausnahme.
Bereits unter Gaius Iulius Caesar wurde diese Unverletzlichkeit von der Person des Tribunen gelöst und konnte daher auf den Herrscher übertragen werden. Nachdem Augustus im Jahr 36 v. Chr. als sacrosanctus erklärt worden war, war dies Bestandteil des Amtes und der Macht des Princeps. Bis zum Ende des Römischen Reiches machte diese quasireligiöse sakrosankte Stellung einen Wandel durch. Im Zuge der Christianisierung der Bevölkerung wurde der Begriff zunehmend für christliche Einrichtungen und Vorstellungen benutzt. Das Wort nahm die Bedeutung hochheilig an.

## Moderne Bedeutung
Im Deutschen hat das Wort sakrosankt heute noch eine ähnliche Bedeutung wie in der römischen Kaiserzeit. Es bezeichnet eine unantastbare oder unverletzliche Sache. Benutzt wird es im Kontext besonders wichtiger und nicht anzweifelbarer Angelegenheiten, wobei der religiöse Gehalt nicht mehr im Vordergrund steht.